# 模範称号
模範称号（もはんしょうごう）は共産主義国家において功労のあった人民に授与される栄誉称号の一種。「模範」と称する称号の総称である。特に「模範称号」という語は中国で使用される用語である。

## ソヴィエト連邦における模範称号
人民から模範的人物を選出し顕彰する制度は古くソヴィエト連邦の内政人事においてみられ、国内の生産性向上のための職業別競争を実施し、その中から「模範鍛冶工」、「模範旋盤工」「模範フライス盤工」、「模範製鋼労働者」など職業別の栄誉称号が贈られていた。

## 中国における模範称号
中国では中華人民共和国人民英雄の下に、功臣称号及び模範称号があり、当該模範称号は1950年代では1級、2級の2等級に分けられ、各部門において模範と称する各種称号が授与されていた。
代表例は「労働模範」であり、国内の生産活動向上に貢献した人物を労働者の模範と見なし、その功績に応じ、党中央・国務院をはじめ、省・市・自治区、企業の各層で表彰し、当該称号を授与する取り組みが行われている。1963年に河北省で発生した水害では人民解放軍の謝臣ら将兵が被災者救助にあたり、自身らは水害の犠牲となる事案が発生した。この際、中国は謝臣らに「愛民模範」の栄誉称号を追授し、顕彰している。

## 朝鮮民主主義人民共和国・在日朝鮮人社会における模範称号
在日本朝鮮人総聯合会（朝鮮総連）では、1950年台に日本の朝鮮学校間で北朝鮮の千里馬運動に倣い、「模範学校」、「模範教員」「模範クラス」などの模範称号を獲得するための運動が行われ、学校間の「社会主義競争」が行われていた。特に、朝鮮学校生徒が北朝鮮の海外公民学生だという自覚の下、「自分のため」、「日本の学校に通う子どもたちのため」、「南朝鮮の子どもたちのため」に3人分学ぶ運動が展開されていた。また、祖国に学ぶ観点から北朝鮮国家主席金日成の抗日パルチザンの回想記を読むなどの学習も行われていたという。